# Chordodes lenti
Chordodes lenti är en tagelmaskart som beskrevs av Carvalho 1944. Chordodes lenti ingår i släktet Chordodes och familjen Chordodidae. Inga underarter finns listade i Catalogue of Life.